# Мицугу Номура
Мицугу Номура (јап. 野村 貢; 21. новембар 1956) бивши је јапански фудбалер.

## Каријера
Током каријере је играо за Фуџита.

## Репрезентација
За репрезентацију Јапана дебитовао је 1981. године. За тај тим је одиграо 12 утакмица.

## Статистика
| Јапан  | Јапан   | Јапан  |
| Година | Наступи | Голови |
| ------ | ------- | ------ |
| 1981.  | 8       | 0      |
| 1982.  | 4       | 0      |
| Укупно | 12      | 0      |